# علی‌بیگلوی علیا
علی‌بیگلوی علیا یکی از روستاهای استان آذربایجان شرقی است که در دهستان چاراویماق جنوب غربی بخش مرکزی شهرستان چاراویماق واقع شده‌است.این روستا ۱۱۶ نفر جمعیت دارد.